# Nicolas Alfonsi
Nicolas Alfonsi (Cargese, 13 aprile 1936 – Ajaccio, 16 marzo 2020) è stato un politico francese.

## Biografia
Figlio del politico Jean Alfonsi, nel 1962 successe al padre nella carica di consigliere generale del cantone delle Due Sevi e in quella di sindaco di Piana. Fu anche deputato per la Corsica del Sud tra il 1973 e il 1988, e senatore dal 2001 al 2014, con il Partito Radicale di Sinistra. Nel 1998, a seguito dei problemi di salute di Jean-Paul de Rocca Serra,  fu brevemente presidente ad interim dell'Assemblea della Corsica. 
Sposato con Francine, era padre di Jean (deceduto nel 2013), Emmanuelle e Antoine-Olivier. 
Si è spento ad Ajaccio il 16 marzo 2020, all'età di 83 anni, per complicazioni da COVID-19.